# Kalkan B6
Kalkan B6 (кирг. Калкан Б6, буквально: Шестой щит) — военный бронетранспортёр киргизского производства, выпускаемый с 2024 года предприятием Kalkan Industrial. 

## История создания
Бронетранспортёр был представлен 31 августа 2024 года в честь Дня независимости Кыргызстана, в тот же день правительство Кыргызстана открыло по всей республике больше 100 предприятий, в честь праздника.

## Производство
Второй производимый бронетраснпортёр в Кыргызстане — Kalkan B6 (после Ilbirs), полностью спроектирован командой из Кыргызстана, а так-же собран в Кыргызстане предприятием Kalkan Industrials.

### Составные
Корпус сделан из стали, привезённой из Швеции.